# شان اوبراین (دوچرخه‌سوار)
شان اوبراین (انگلیسی: Shaun O'Brien؛ زادهٔ ۳۱ مهٔ ۱۹۶۹) دوچرخه‌سوار اهل استرالیا است.
از فیلم‌ها یا برنامه‌های تلویزیونی که وی در آن نقش داشته‌است می‌توان به بوسه قاتل اشاره کرد.
وی در مسابقات کشوری و بین‌المللی در مجموع برندهٔ ۱ مدال نقره شده‌است.